# 苍背山雀
蒼背山雀（学名：Parus cinereus）是山雀屬下的一種鳥類，是由原來被當做是大山雀亞種的幾種山雀合併形成的。其特征為白腹灰背，而大山雀則是黃腹綠背。它主要分佈于西亞到南亞及東南亞的廣大地區。

## 分類
蒼背山雀原为大山雀亞種，其成年體均為白腹灰背，但幼年體與大山雀更為接近。不同地區之間的蒼背山雀背部灰色有差異，此外體型大小和尾巴上的白色部分也有差別。不過這主要是環境原因而導致的漸變。

## 外部連結
- Worldbird names （页面存档备份，存于）
- Internet Bird Collection （页面存档备份，存于）